# Piperacilina/tazobactam
Piperacilina/tazobactam (nome comercial: Tazocin) é uma associaçāo de penicilinas de largo espectro utilizada no tratamento de infecções bacterianas.